# 발산동
발산동(鉢山洞)은 서울특별시 강서구에 있는 동이다.

## 개요
발산동은 수명산(파려산, 발산)이 마치 밥주발을 엎어놓은 형국이라 하여 발산(鉢山)이라 불리었으며, 산 안쪽마을을 내발산동, 산 바깥마을을 외발산동이라 하였다. 조선시대 《신증동국여지승람》에 ‘발산’이라는 지명이 나온다. 경기도 양천현 가곡면 내발산리와 외발산리 지역이었고, 《호구총수》에는 양천현 가배곡면의 외발산리와 내발산리가 수록되어 있다.

## 연혁
- 1896년 : 경기도 양천군 가곡면 내발산리, 외발산리
- 1914년 4월 1일 : 양천군이 김포군에 편입되어 경기도 김포군 양서면 내발산리, 외발산리[1]
- 1963년 1월 1일 : 서울특별시에 편입되어 영등포구로 편제[2][3]
- 1977년 9월 1일 : 영등포구에 편입되었던 옛 양천군 지역에 강서구가 신설되어 강서구에 편제[4]
- 1989년 9월 1일 : 강서구 발산동이 발산제1동, 발산제2동으로 분동[5]
- 2008년 8월 25일 : 발산2동과 화곡5동이 우장산동으로 합동[6]

## 주요 기관
- 도로교통공단 강서운전면허시험장

## 교육
- 가곡초등학교
- 발산초등학교
- 덕원중학교
- 명덕여자중학교
- 화곡중학교
- 화곡고등학교
- 화곡보건경영고등학교
- 덕원여자고등학교
- 덕원예술고등학교
- 명덕고등학교
- 명덕여자고등학교
- 명덕외국어고등학교
- 수명초등학교
- 수명중학교
- 수명고등학교

## 교통
- ● 수도권 전철 5호선
  - 우장산역
  - 발산역
  - 마곡역

## 같이 보기
- 대한민국의 행정 구역